# 교무위원회

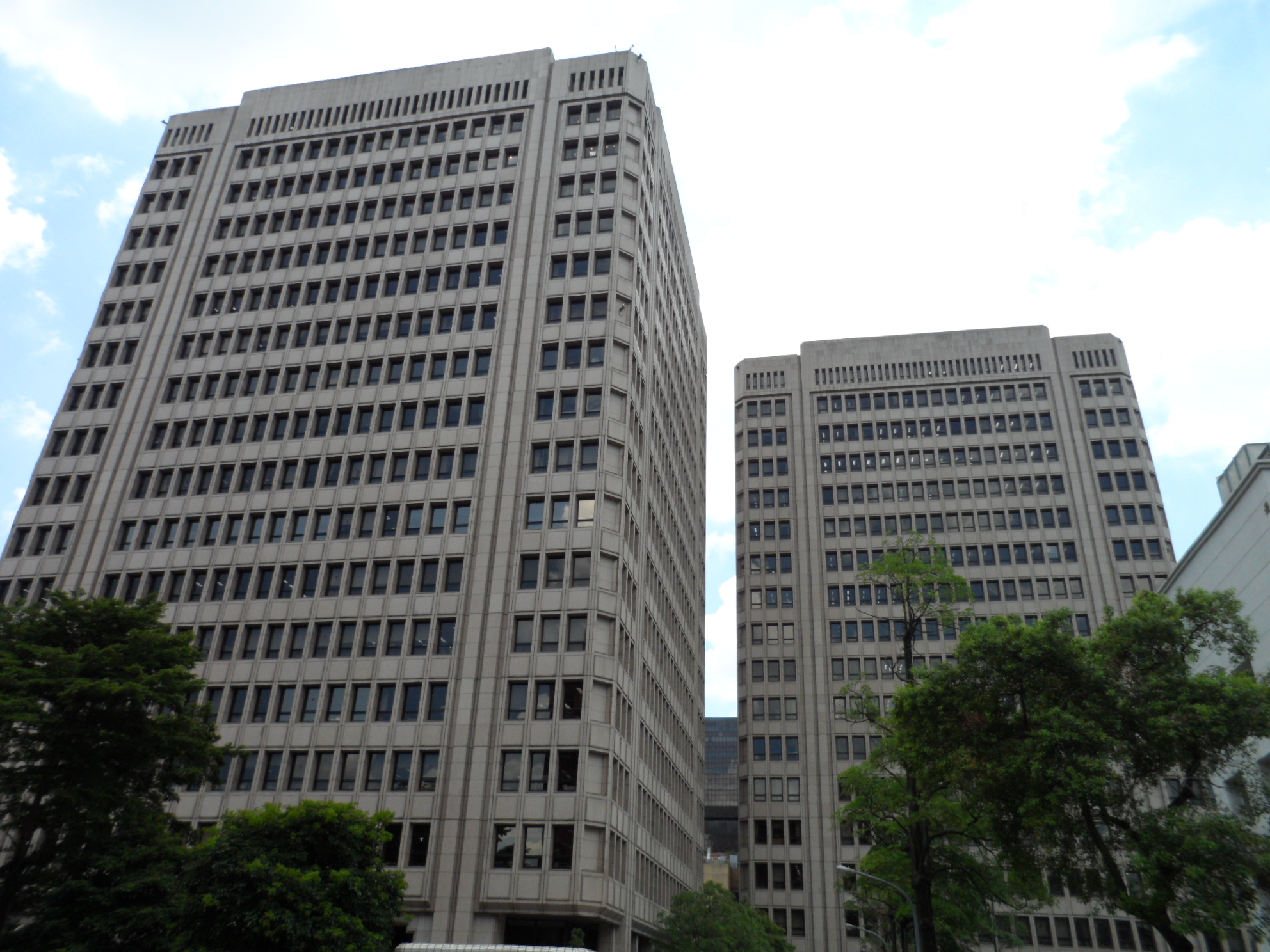
교무위원회

교무위원회(僑務委員會)는 중화민국 행정원에 속해있는 위원회이다. 1926년에 국민정부가 설립하였고, 1932년 행정원 직속 기관으로 개편되었다. 해외에 거주하고 있는 화교, 화인, 타이완 교포들과 관련된 업무를 맡고 있다.

## 역사
- 1926년 교무위원회 설립.
- 1931년 12월 7일 교무위원회조직법(僑務委員會組織法) 공포.
- 1941년 4월 소속기관으로 화교통신사(華僑通訊社) 설립.
- 1981년 12월 교무위원회 조직법 수정.
- 1985년 미국 샌프란시스코에 화교문교복무센터(華僑文教服務中心) 설립.
- 2006년 영문명칭을 Overseas Chinese Affairs Council에서 Overseas Community Affairs Council로 변경.
- 2012년 교무위원회 조직법 수정조문 시행.
- 2018년 화교통신사를 교무통신사(僑務通訊社)로 개칭.

## 같이 보기
- 화교